# Автошлях Р 82
Автошля́х Р 82 — автомобільний шлях регіонального значення у Чернігівській області. Пролягає територією Сосницького та Коропського районів через Сосницю — Короп — Поліське. Загальна довжина — 71 км. Відповідно до постанови Кабінету Міністрів України від 30 січня 2019 року дорога територіального значення Т 2516 стала трасою регіонального значення Р82.

## Маршрут
Автошлях проходить через такі населені пункти:
| Автошлях Р 82        |                 |
| Чернігівська область |                 |
| Сосницький район     |                 |
| Сосниця              | Н27Т 2521Т 2532 |
| Загребелля           |                 |
| Філонівка            |                 |
| Змітнів              |                 |
| Коропський район     |                 |
| Гута                 |                 |
| Оболоння             | Т 2519          |
| Городище             |                 |
| Придеснянське        | Т 2560          |
| Вільне               | Т 2503          |
| Короп                | Т 2517          |
| Карильське           |                 |
| Билка                |                 |
| Поліське             | E101М02         |